# Grand Prix Formule 1 van Duitsland 1999
De Grand Prix Formule 1 van Duitsland 1999 werd gehouden op 1 augustus 1999 op de Hockenheimring.

## Verslag
Vanaf Pole-position leidde Mika Häkkinen tot aan de pitstops de race, voor zijn landgenoot Mika Salo.
David Coulthard verspeelde kostbare tijd door zijn voorvleugel stuk te rijden op Salo's achterwiel.  De pitstop van Häkkinen verliep niet geheel vlekkeloos waardoor  de Fin de leiding verloor aan Salo.  Een aantal ronden later ging het helemaal mis voor Häkkinen toen op het rechte stuk voor het stadion zijn achterband klapte en hij op hoge snelheid spinde, om vervolgens tot stilstand te komen in de bandenstapels.  Mika Salo moest zich aan de teamorders houden en gaf de leiding aan Eddie Irvine,  om vervolgens de rest van de race netjes in het spoor te blijven rijden van zijn teamgenoot.

## Uitslag
| Positie | Nummer | Rijder                | Team               | Ronden | Tijd/Opgave     | Startplaats | Punten |
| ------- | ------ | --------------------- | ------------------ | ------ | --------------- | ----------- | ------ |
| 1       | 4      | Eddie Irvine          | Ferrari            | 45     | 1:21:58.594     | 5           | 10     |
| 2       | 3      | Mika Salo             | Ferrari            | 45     | +1.007          | 4           | 6      |
| 3       | 8      | Heinz-Harald Frentzen | Jordan-Mugen-Honda | 45     | +5.195          | 2           | 4      |
| 4       | 6      | Ralf Schumacher       | Williams-Supertec  | 45     | +12.809         | 11          | 3      |
| 5       | 2      | David Coulthard       | McLaren-Mercedes   | 45     | +16.823         | 3           | 2      |
| 6       | 18     | Olivier Panis         | Prost-Peugeot      | 45     | +29.879         | 7           | 1      |
| 7       | 10     | Alexander Wurz        | Benetton-Playlife  | 45     | +33.333         | 13          |        |
| 8       | 11     | Jean Alesi            | Sauber-Petronas    | 45     | +1:11.291       | 21          |        |
| 9       | 21     | Marc Gené             | Minardi-Ford       | 45     | +1:48.318       | 15          |        |
| 10      | 20     | Luca Badoer           | Minardi-Ford       | 44     | +1 Ronde        | 19          |        |
| 11      | 17     | Johnny Herbert        | Stewart-Ford       | 40     | Versnellingsbak | 17          |        |
| DNF     | 14     | Pedro de la Rosa      | Arrows             | 37     | Spin            | 20          |        |
| DNF     | 1      | Mika Häkkinen         | McLaren-Mercedes   | 25     | Banden          | 1           |        |
| DNF     | 5      | Alessandro Zanardi    | Williams-Supertec  | 21     | Differentieel   | 14          |        |
| DNF     | 23     | Ricardo Zonta         | BAR-Supertec       | 20     | Motor           | 18          |        |
| DNF     | 15     | Toranosuke Takagi     | Arrows             | 15     | Motor           | 22          |        |
| DNF     | 7      | Damon Hill            | Jordan-Mugen-Honda | 13     | Remmen          | 8           |        |
| DNF     | 19     | Jarno Trulli          | Prost-Peugeot      | 10     | Motor           | 9           |        |
| DNF     | 9      | Giancarlo Fisichella  | Benetton-Playlife  | 7      | Ophanging       | 10          |        |
| DNF     | 16     | Rubens Barrichello    | Stewart-Ford       | 6      | Hydraulica      | 6           |        |
| DNF     | 22     | Jacques Villeneuve    | BAR-Supertec       | 0      | Botsing         | 12          |        |
| DNF     | 12     | Pedro Diniz           | Sauber-Petronas    | 0      | Botsing         | 16          |        |

## Wetenswaardigheden
- Mika Salo liet Eddie Irvine voorbij na teamorders. Op het podium gaf Irvine Salo de trofee voor de overwinning.
- De geruchten over een voortijdig einde van het seizoen voor Damon Hill laaiden opnieuw op nadat hij met een ogenschijnlijk prima wagen opgaf. Jordan verklaarde echter dat hij remproblemen had.

## Statistieken
| Pole-position | Mika Häkkinen   | McLaren-Mercedes | 1:42.950 |
| Snelste ronde | David Coulthard | McLaren-Mercedes | 1:45.270 |

## Noot
- Dit was de tiende snelste ronde voor David Coulthard.
- Eerste ronde als raceleider en eerste podiumplaats voor Mika Salo.

1931 · 1932 · 1934 · 1935 · 1936 · 1937 · 1938 · 1939 · 1951 · 1952 · 1953 · 1954 · 1956 · 1957 · 1958 · 1959 · 1961 · 1962 · 1963 · 1964 · 1965 · 1966 · 1967 · 1968 · 1969 · 1970 · 1971 · 1972 · 1973 · 1974 · 1975 · 1976 · 1977 · 1978 · 1979 · 1980 · 1981 · 1982 · 1983 · 1984 · 1985 · 1986 · 1987 · 1988 · 1989 · 1990 · 1991 · 1992 · 1993 · 1994 · 1995 · 1996 · 1997 · 1998 · 1999 · 2000 · 2001 · 2002 · 2003 · 2004 · 2005 · 2006 · 2008 · 2009 · 2010 · 2011 · 2012 · 2013 · 2014 · 2016 · 2018 · 2019